# Burj Azizi
Burj Azizi, ehemals Entisar Tower, ist ein in Bau befindlicher Wolkenkratzer an der Sheikh Zayed Road in Dubai in den Vereinigten Arabischen Emiraten.

## Geschichte
Das ursprünglich geplante Gebäude sollte über 122 Stockwerke verfügen und 570 Meter hoch werden. Auf den ersten 100 Stockwerken waren Wohnungen und Büros geplant, die obersten 22 Stockwerke waren zur Nutzung durch ein Hotel vorgesehen. Die geplante Fertigstellung war für das Jahr 2022 projektiert bei geschätzten Baukosten von 816 Millionen US-Dollar. Der erste Spatenstich erfolgte 2016. Der Bau wurde 2017 eingestellt, da die Abteilung für Bauanträge der Stadtverwaltung von Dubai aufgrund eines Zahlungsstreits mit den Bauträgern einen Baustopp anordnen ließ und eine anschließende Immobilienkrise das Projekt zum Erliegen brachte.
Im Jahr 2018 erwarb Azizi Developments die stillgelegte Bauruine des Entisar Tower. Im Januar 2024 wurde das Gebäude in Burj Azizi umbenannt und die Bauarbeiten am 18. Januar 2024 wieder aufgenommen. Der neue Bauplan sieht eine Fertigstellung für das Jahr 2028 bei Baukosten von 1,6 Milliarden US-Dollar vor. Die geplante Höhe wurde auf 725 Meter mit 131 Stockwerken erhöht, womit es zum zweithöchsten Gebäude der Welt würde.